# Smalstråle
Smalstråle (Erigeron annuus) er en 30-80 cm høj urt, der vokser nær bebyggelse.

## Beskrivelse
Smalstråle er en enårig, urteagtig plante med en opstigende til opret vækst. Stænglerne er gulgrønne og furede, og de kan være enten glatte eller behårede. Bladene danner først en grundstillet roset, men på stænglen er de spredtstillede. De er langstilkede, smalt elliptiske eller lancetformede med hel eller takket rand. Oversiden er gråligt græsgrøn, mens undersiden er lysegrøn. Begge sider er spredt hårede.
Blomstringen finder sted i juli-august, og blomsterne er samlet i endestillede kurve, der tilsammen danner en halvskærm. Randkronerne er hvide eller lysviolette, mens de mange, tætsiddende skivekroner er gule. Frøene bører en håragtig fnok.
Rodsystemet er trævlet og forholdsvist svagt.
Højde x bredde og årlig tilvækst: 0,50 x 0,25 m (50 x 25 cm/år). Målene kan bruges til beregning af planteafstande i fx haver.

## Voksested
Arten er oprindeligt hjemmehørende i Nordamerika, men er nu naturaliseret i de fleste tempererede dele af verden, herunder i Europa, inklusive Danmark, hvor den dog endnu er temmelig sjælden. Den er knyttet til lune og lysåbne eller halvskyggede voksesteder med en jord, som er fugtig og næringsrig.
I Cedarburg Bog, Ozaukee County, Wisconsin, USA, findes arten i et område med småsøer, moser og blandede løv- og nåleskove sammen med bl.a. kongebregne, alm. perlekurv, alm. skyggeblomst, amerikansk ginseng, blodurt, bukkeblad, canadisk akeleje, canadisk gyldenris, canadisk hønsebær, Fragaria virginiana (en art af jordbær-slægten), havepurpursolhat, hjertebladet asters, hvid ageratina, håret solhat, kanelbregne, kæmpesilkeplante, lyngasters, læderløv, nedliggende bjergte, nyengelsk asters, rød druemunke, sildig gyldenris, storblomstret treblad, trenervet snerre og yuccabladet mandstro
| Portal | Portal:Botanik |

## Note
1. ↑  dnr.wi.gov: Wisconsin Department of Natural Resources: Cedarburg Bog (engelsk)